# La Peraleja
La Peraleja là một đô thị trong tỉnh Cuenca, cộng đồng tự trị Castile-La Mancha Tây Ban Nha. Đô thị này có diện tích là 34,91 ki-lô-mét vuông, dân số năm 2009 là 134 người với mật độ 3,84 người/km². Đô thị này có cự ly km so với tỉnh lỵ Cuenca.